# David Robo
David Robo, né à Locminé (Morbihan) le 10 juin 1970, est un homme politique français, anciennement membre des Républicains.
Il est maire de Vannes (Morbihan) depuis 2011, président de Golfe du Morbihan - Vannes Agglomération depuis 2020 et conseiller régional de Bretagne de 2015 à 2021.

## Biographie
David Robo est né dans une famille modeste, son père était dépanneur en électroménager et sa mère travaillait dans une usine du groupe Doux. Il passe son enfance à Locminé, où il fait alors partie du Mouvement eucharistique des jeunes.  Après un Bac B, il rentre à l'Université catholique de l'Ouest d'Arradon puis dans une école d'assistant social à Angers, David Robo travaille comme assistant social dans le quartier de Ménimur à partir de 1996 avant d'intégrer l'équipe de campagne de François Goulard à la fin de 2000 en vue des élections municipales de l'année suivante. Il est alors en quarante et unième position sur la liste de celui-ci (sur quarante-cinq). 

### Bras droit de François Goulard
Une fois élu à la mairie de Vannes, François Goulard le nomme directeur de son cabinet à l'hôtel de ville. David Robo suit ensuite son mentor au Secrétariat d'État aux transports et à la Mer en mars 2004, en tant que chargé de mission aux affaires locales, puis au Ministère de l'Enseignement supérieur et de la Recherche de juin 2005 à mai 2007, en tant que conseiller chargé des relations avec les collectivités locales et des affaires régionales,. Il devient ensuite chef de cabinet du ministre.

### Adjoint au maire
Après les élections municipales de 2008, David Robo devient adjoint au maire chargé des affaires sociales. Il entre également au cabinet de Joseph Kergueris, président du conseil général du Morbihan, comme conseiller chargé des relations avec les élus.

### Maire de Vannes
Lorsque François Goulard accède à la tête du Conseil général, en 2011, David Robo est élu maire de Vannes par le conseil municipal le 6 avril. Néanmoins, il ne fait pas le plein des voix dans son propre camp, une partie des conseillers de la majorité municipale s'abstenant. Le 28 mars 2014, il est réélu dès le premier tour, à la tête d'une coalition de la droite et du centre (UMP, UDI et Mouvement démocrate), obtenant 52,77 % des suffrages exprimés, profitant de l'éclatement des candidats face à lui (sept listes),. Il choisit de laisser la présidence de la communauté d'agglomération Vannes agglo à un centriste, Pierre Le Bodo, et est élu neuvième vice-président chargé de l'habitat et du logement à l'occasion du conseil communautaire du 24 avril 2014. En 2020, il est encore une fois réélu dès le premier tour avec 50,92% des voix.
Réélu maire de Vannes en 2020, il est élu président de l'intercommunalité le 16 juillet 2020.

### Son action à la mairie
Depuis son élection à la tête de la ville en 2011, David Robo s'inscrit dans la continuité du travail de son prédécesseur. Il lance cependant plusieurs chantiers ne relevant pas du programme de 2008 : réaménagement du quartier du Clos-Vert, restructuration de l'école de police, aménagement la place de la mairie et lancement d'un projet de casino.

## Positionnement politique
En novembre 2012, il se joint à un groupe de jeunes élus UMP pour soutenir publiquement Jean-François Copé à l'élection à la tête du parti. Il parraine Bruno Le Maire lors de l’élection à la présidence de l'UMP de 2014. 
Derrière Marc Le Fur, tête de liste régionale, Il prend la tête de la liste de la droite et du centre dans le Morbihan pour les élections régionales 2015 en Bretagne. À la suite de la victoire de la liste de gauche menée par Jean-Yves Le Drian qui obtient 51,41 % des suffrages exprimés au second tour, David Robo est élu conseiller régional de Bretagne. Il obtient par ailleurs 29,11 % des suffrages exprimés dans le Morbihan, lors de la triangulaire l'opposant au second tour au Parti socialiste et au Front national.
Le 2 septembre 2017, il annonce qu'il quitte Les Républicains.

## Décoration
- Chevalier de l'ordre national du Mérite (nommé par décret du 7 juin 2024[19])